# 九家保事件
九家保事件，别称九家联保事件，是第一次国共内战时期发生在福建省福安县与霞浦县交界处的松罗乡南溪村的政治事件。该事件因成功保住了绝大多数未来的中共闽东特委领导人而在闽东中国共产党历史上具有重要意义，南溪村也在中华人民共和国成立后有了“九家保村”的别称。
在此事件中，中共福安中心县委领导人几乎全部被捕，在九户农民担保他们绝非中共人员而是农妇施脓禄之亲戚、并缴纳500元大洋为担保费的情况下，当地民团将被捕的中共人员释放，随后赶到的国军认出逃走的确系中共人员后，民团逮捕了带头签名参保的施脓禄，并将她处决，而中共成员和其余八家参保农户则在施脓禄的安排下悉数逃脱。